# E-nummer

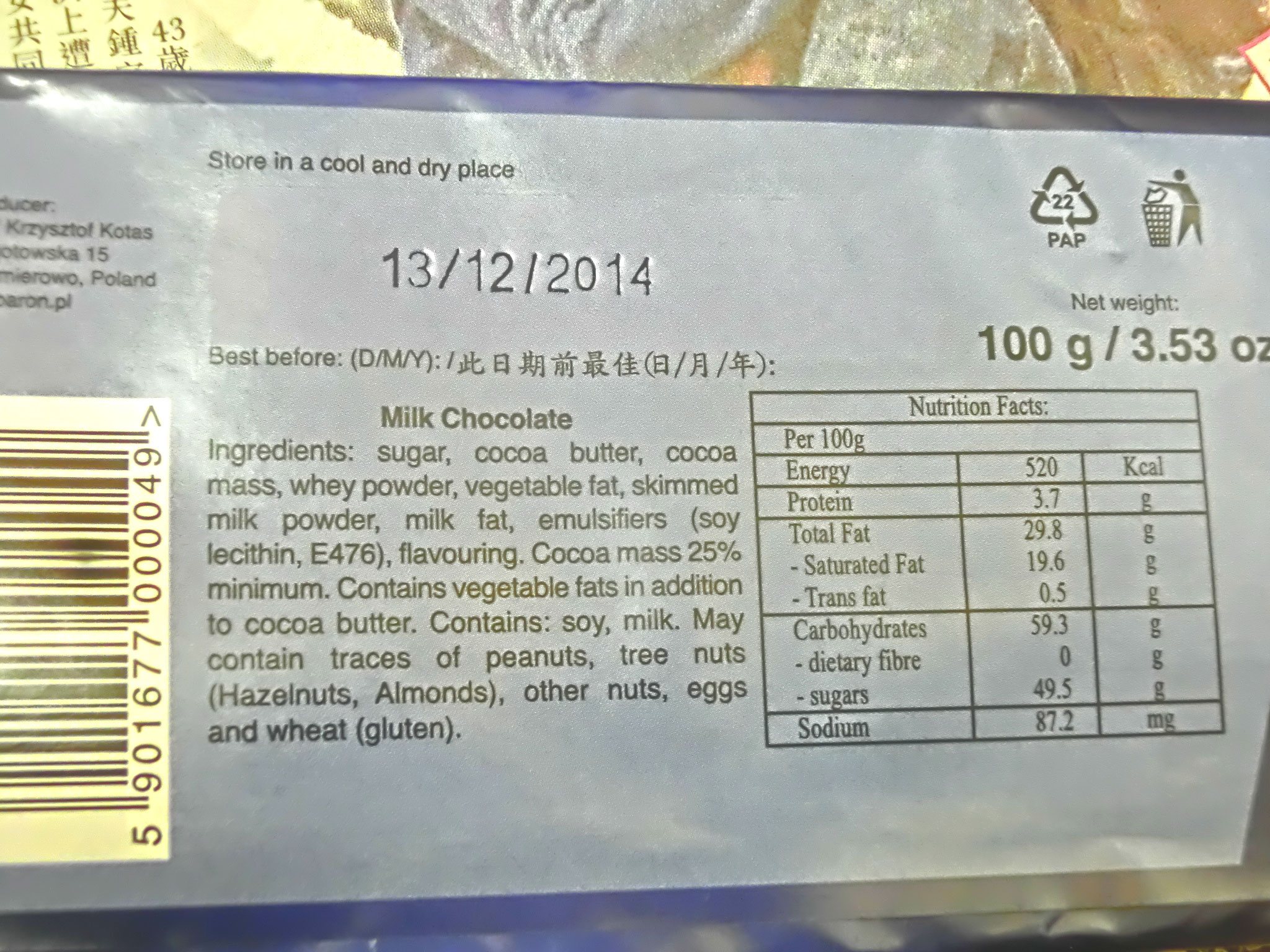
Een melkchocoladereep van de Poolse fabrikant Baron voor de markt in Hong Kong vermeldt E 476, polyglycerol-polyricinoleaat, als toegevoegde emulgator.

Een E-nummer is een code voor een stof die binnen de Europese Unie is toegelaten als additief in voedingsmiddelen die voor menselijke consumptie zijn bedoeld. Internationaal gezien kent de EU de strengste toelatingsnormen van alle geïndustrialiseerde landen en het kleinste aantal toegestane additieven.
Het getal achter de E verwijst naar het nummer van het additief in de Codex Alimentarius, het internationale nummeringssysteem voor voedseladditieven. Tal van veel voorkomende natuurlijke stoffen zoals kurkuma E 100, karamel E 150, azijnzuur E 260, zuivere koolstofdioxide of koolzuur E 290 en zuurstof E 948, vitamine C E 300, johannesbroodpitmeel E 410, gelatine E 441 en ve-tsin E 621 hebben als toegelaten additief een E-nummer gekregen. Er is een uitgebreide lijst van E-nummers.
Alle voedingsadditieven in een product moeten in de Europese Unie op de ingrediëntenlijsten staan vermeld, waarbij zowel de naam als de functie van het additief moet zijn vermeld. Fabrikanten mogen zelf kiezen of ze de naam van de stof of het E-nummer ervan op de ingrediëntenlijst weergeven.

## Toelating
Binnen de Europese Unie moeten alle voedingsadditieven toelating krijgen voordat ze in voedingsmiddelen gebruikt mogen worden. Daarvoor moet voldoende aannemelijk worden gemaakt dat het additief technisch gezien benodigd is, dat het bij het beoogde gebruik geen verkeerde invloed op de consument heeft en dat er geen sprake is van misleiding van de gebruikers.
de Europese Commissie, Parlement en Raad zorgen in de Europese Unie voor de regulering hiervan. Het zijn in het bijzonder de commissie en de lidstaten die bepalen welke stoffen toelating krijgen en in welke proporties ze toelaatbaar zijn. Voor de beoordeling of een voedingsadditief is toegestaan, is de Europese Commissie verplicht om de Europese Autoriteit voor Voedselveiligheid te consulteren. Zij onderzoeken en rapporteren over de giftigheid van de stof, de hygiëne tijdens de productie en de mogelijke problemen met betrekking tot de voedselveiligheid.
Voor iedere stof met een E-nummer is een maximaal te gebruiken hoeveelheid opgegeven die niet mag worden overschreden. Een basislijst met de chemische specificaties van de toegestane levensmiddelenadditieven werd in 2012 door de EU gepubliceerd, maar daar staan waar het in mag zitten en de maximaal toegestane dosis nog niet in. Nadien zijn hier nog stoffen aan toegevoegd en voor sommige stoffen wijzigingen aangebracht.
De voedseladditieven met een E-nummer, het zijn er ongeveer 350, zijn een beperkte selectie uit de wereldwijd toegestane lijst van additieven. De Codex Alimentarius omvat bijvoorbeeld zo'n 700 additieven.

## Internationale verschillen
In de Verenigde Staten zijn meer additieven toegelaten dan in de Europese Unie. De kleurstof amarant is in de Europese Unie daarentegen wel toegelaten, maar niet in de Verenigde Staten. De Europese Unie was ook lang terughoudend met het toelaten van steviolglycosides, die in verschillende andere landen al wel werden toegelaten.